# Somena raratior
Somena raratior är en fjärilsart som beskrevs av Collenette 1949. Somena raratior ingår i släktet Somena och familjen tofsspinnare. Inga underarter finns listade i Catalogue of Life.